# Lynn Forester
Lynn Forester de Rothschild, Lady de Rothschild (Bergen, 2 de julho de 1954) é uma empresária americana-britânica diretora executiva da E.L. Rothschild, uma holding que ela possui com seu terceiro marido, Evelyn Robert de Rothschild, membro da família Rothschild.
A empresa gerencia investimentos no The Economist Group, proprietário da revista The Economist, Congressional Quarterly e Economist Intelligence Unit, E.L. Rothschild LP, uma empresa líder independente em gestão de patrimônio nos Estados Unidos, além de interesses imobiliários, agrícolas e alimentares.
Ela apoia publicamente muitos políticos, incluindo Hillary Clinton. Ela se reúne para um movimento político chamado Capitalismo Inclusivo, e liderou a Conferência do Capitalismo Inclusivo em Londres em 2014 e 2015, e fundou a Coalizão pelo Capitalismo Inclusivo.

## Infância e educação
Nascida no Condado de Bergen, Nova Jérsia, um subúrbio da grande Nova Iorque, e criado em Oradell, Nova Jérsia, a única garota entre três irmãos, Rothschild é filha de Annabelle (née Hewitt) e John Kenneth Forester, presidente e proprietário da General Aviation Aircraft Services, agora Meridian, em Teterboro, Nova Jérsia. Ela estudou no Pomona College e na Columbia Law School, onde se ofereceu para a campanha do democrata Daniel Patrick Moynihan no Senado dos Estados Unidos.
Ela também estudou direito internacional no Instituto de Pós-Graduação em Estudos Internacionais, em Genebra, Suíça.